# Шинтоистко светилище на Ицукушима
Шинтоисткото светилище на Ицукушима (на японски: 厳島神社) е шинтоистко светилище на остров Ицукушима (Мияджима), префектура Хирошима, Япония. Комплексът е част от световното културно наследство на ЮНЕСКО, и е в списъка на Националните богатства на Япония.

## История
Първите постройки от комплекса са конструирани около 6 век сл. Хр., а самият комплекс е бил разрушаван много пъти. Сегашните конструкции датират от средата на 16 век, и следват модела на тези от 12-и. По същото време (16 век) с благословията на Тойотоми Хидейоши е построена и сцена за но, на която се разиграват митовете на шинтоистката вяра.

## Религиозно значение
Светилището е посветено на трите дъщери на Сусаноо – повелител на моретата и бурите, и брат на слънчевото божество Аматерасу. Островът се счита за свещен и дълго време на обикновените хора не е било позволявано да стъпват на него. Основната постройка е изградена върху дървена конструкция във водата, което създава усещане за граница между святото и профанното, на която се намира и самото светилище. „Прагът“ на комплекса е т.нар. тории – червена дървена порта, през която лодкарите е трябвало да преминат, за да имат правото да стъпят на свещената земя. Островът се счита за толкова свят, че от 1878 е забранено на него да се раждат или умират хора. Дори днес бременните жени трябва да напускат околността, преди да родят, както и неизлечимо болните и най-старите хора, а погребенията са забранени.
Тории на светилището се е превърнала в символ на Япония и е една от най-посещаваните туристически атракции. Тази гледка е и част от т.нар. Три изгледа от Япония на Хаяши Гахо, заедно с островите Мацушима и ивицата Аманохашидате.

## Изгледи
- Тории на светилището
- Тории по време на отлив
- При изгрев
- При залез
- През нощта
- Сградите на светилището
- Полилеи
- Общ изглед
- Рисунка от осветен ръкопис от 1164
- Буренца със саке в сградите на светилището
- Коридорите на основната сграда
- Символ на светилището